# Normas ortográficas y morfológicas del idioma gallego
Por normativa del idioma gallego se entiende el conjunto de normas ortográficas y morfológicas que componen el idioma gallego. Fueron aprobadas el 12 de julio del 2003 por la Real Academia Gallega y todavía están en vigor.

## Desarrollo de la normativa
Durante las décadas de 1960 y 1970, la referencia básica es la "normativa Galaxia" elaborada por una serie de intelectuales galleguistas liderados por Otero Pedrayo y Francisco Fernández del Riego bajo el paraguas de la Editorial Galaxia, establecida en 1950 en Vigo.
A finales de esa década, en 1970, la Real Academia Gallega (RAG) publica las primeras Normas ortográficas do idioma galego, complementadas un año después con unas breves consideraciones morfológicas. Ese mismo año, en 1971, el Instituto da Lingua Galega (ILG) elabora el primer manual de aprendizaje del gallego (Galego 1, 2, 3), que ampliaba y precisaba algunas de las propuestas de la RAG.
En 1973, el filólogo portugués Manuel Rodrigues Lapa publica "A recuperação literária do galego" ("La recuperación literaria del gallego"), que es considerado por muchos como el acta fundacional de la postura que aboga por la asunción del portugués como la norma culta de la lengua de los gallegos.
Tras el fin de la dictadura franquista, en 1977, la Universidad de Santiago de Compostela publica sus "Bases prá unificación das normas lingüísticas do galego" ("Bases para la unificación de las normas lingüísticas del gallego"), que es considerado como el texto que consiguió más consenso y el de mayor rigor filológico del período previo a la aprobación del Estatuto de Autonomía de Galicia.
Mientras tanto, en 1979, la Asociación Sócio-Pedagóxica Galega (AS-PG) publica su primera versión, de forma artesanal, ciclostilada, de las "Orientacións para a escrita do noso idioma" ("Orientaciones para la escritura de nuestro idioma"). Su versión posterior, de 1980, se considera la referencia más conocida del denominado reintegracionismo "de mínimos".
En 1980, la Junta preautonómica publica unas Normas ortográficas do idioma galego (Normas ortográficas del idioma gallego). Estas, sin embargo, resultan ser inútiles, debido a su redacción ambigua y a su propio carácter dual.
El Estatuto de Autonomía de Galicia, aprobado en 1981, otorga las competencias sobre la enseñanza y promoción del gallego a la Junta de Galicia. Tales competencias fueron desarrolladas mediante el Decreto de Normativización de la Lengua Gallega (Decreto 173/1982, de 17 de noviembre) y las Normas ortográficas e morfolóxicas do idioma galego (Normas ortográficas y morfológicas del idioma gallego), conocidas popularmente como NOMIG, aprobadas por la RAG y el ILG. Un año después, en 1983 es aprobada la Ley de Normalización Lingüística (Ley 3/1983, de 15 de junio), publicada como desarrollo del Estatuto de Autonomía de Galicia. 
Según el decreto, se dispone que las NOMIG quedaban aprobadas como la "norma básica para la unidad ortográfica y morfológica de la Lengua Gallega" (artículo 1). También que ambas entidades podrían, previo acuerdo conjunto, "elevar a la Junta de Galicia cuantas mejoras estimen conveniente incorporar a las normas básicas". Según la ley, se decreta que la Real Academia Gallega será la responsable de la normativización del gallego.
Ese mismo año la Associaçom Galega da Língua (AGAL) publica el Estudo crítico das Normas ortográficas e morfolóxicas do idioma galego (Estudio crítico de las Normas ortográficas y morfológicas del idioma gallego), referente del reintegracionismo "de máximos", y presentado por sus partidarios como la normativa reintegracionista.
En 1986, los lusistas de la Comissão para a integração da língua de Galiza no Acordo Ortográfico Luso-Brasileiro (Comisión para la integración de la lengua de Galicia en el Acuerdo Ortográfico Luso-Brasileño) solicita la plena incorporación del gallego a la lusofonía durante el encuentro de los países de habla portuguesa (Portugal, Brasil y los denominados PALOP: Angola, Mozambique, Cabo Verde, Santo Tomé y Príncipe y Guinea-Bisáu) realizado en Río de Janeiro. De nuevo, una delegación lusista gallega participaría en la reunión de 1990 en Lisboa que propuso el Acuerdo Ortográfico de la Lengua Portuguesa.
Durante los últimos años de la década de 1990 se produce un debate público sobre la reforma de la ortografía caracterizado por una voluntad de convergencia entre la normativa oficial y la denominada "de mínimos".
En 2001, auspiciado por la Asociación Socio-Pedagóxica Galega, se inició un proceso de negociación entre los departamentos de filología gallega de las tres universidades gallegas, el Instituto da Lingua Galega, la Real Academia Gallega y diferentes asociaciones a fin de actualizar la normativa vigente, buscando un consenso con las otras normativas y posturas existentes sobre el idioma gallego.
La Real Academia Gallega comenzó el proceso de discusión en noviembre del 2001, bajo la presidencia de Francisco Fernández del Riego. Fue un debate con posiciones encontradas, que terminó con una votación en la que once votos se manifestaron en contra de hacer cambios en la normativa, dos abstenciones y siete votos a favor, aunque nadie en ese momento dio el tema por terminado. La decisión fue polémica en su momento, y trascendió del ámbito de los investigadores. El 30 de septiembre de 2002, la Real Academia decidió reabrir el debate. El nuevo presidente era Xosé Ramón Barreiro, quien al asumir el puesto se había comprometido a conducir la reforma.
Finalmente, la nueva normativa, denominada oficiosamente "normativa de la concordia" y actualmente vigente, fue aprobada el 12 de julio del 2003 por la Real Academia Gallega.
Las nuevas normas no fueron, sin embargo, apoyadas por las asociaciones reintegracionistas "de máximos" y lusistas, ya que consideraron que las modificaciones tenían escaso alcance y marginaban las propuestas reintegracionistas.
Las modificaciones introducidas por la RAG no son de gran calado y, de hecho, en algunos casos se limitan a señalar como opciones preferentes algunas que ya estaban admitidas como válidas en las propias normas, aunque consideradas no aconsejables.